# Katie Jarvis
Katie Jarvis (* 22. Juni 1991 in Dartford, Kent) ist eine britische Filmschauspielerin. Einem breiten Publikum wurde die Laiendarstellerin durch die Hauptrolle in dem britischen Filmdrama Fish Tank (2009) von Andrea Arnold bekannt.

## Leben
Katie Jarvis wuchs in Essex auf und hat drei Geschwister. Ihre Eltern trennten sich und sie lebte bis 2008 bei ihrer Mutter, einer Friseurin, und deren Lebensgefährten. Die arbeitslose Schulabgängerin wurde 2008 von einer Castingagentin auf dem Bahnhof von Tilbury im englischen Essex entdeckt, als sie gerade einen Streit mit ihrem Freund hatte. Sie glaubte der Agentin zunächst nicht, ließ sich aber dennoch ihre Karte geben und nahm schließlich an den regulären Castings zu Andrea Arnolds Spielfilm Fish Tank teil. Das Drama erzählt die Geschichte des rebellischen Teenagers Mia, die mit ihrer alleinerziehenden Mutter (gespielt von Kierston Wareing) in einer englischen Sozialsiedlung lebt und dem Alkohol und Breakdance zugeneigt ist.
Obwohl sie über keine Schauspielausbildung verfügte und eine Abneigung gegen das Tanzen vor Publikum hegte, sicherte sich Jarvis die Hauptrolle in Arnolds Film, der 2009 auf den Filmfestspielen von Cannes preisgekrönt wurde und auch Jarvis großes Kritikerlob für ihre erste Filmrolle einbrachte.
Seit dem Erfolg von Fish Tank nahm Katie Jarvis Schauspielunterricht und wird durch Künstler-Agenturen in Großbritannien und den Vereinigten Staaten vertreten. Im Jahr 2012 spielt sie in dem Film „Your Sister’s Sister“ eine Nebenrolle.
Im Mai 2009 brachte sie eine Tochter zur Welt und im April 2011 einen Sohn.

## Filmografie
- 2009: Fish Tank
- 2012: Your Sister’s Sister
- 2014: Suspects (Fernsehserie, 2 Episoden)
- 2015: Ginger
- 2017: Devil's Play (Kurzfilm)
- 2018: True Horror (Dokumentar-Serie)
- 2018: Two Graves
- 2018: Children in Need (Fernsehserie, 1 Episode)
- 2018–2019: EastEnders (Fernsehserie, 108 Episoden)
- 2020: Let's Talk About George (Kurzfilm)
- 2021: Rise of the Footsoldier: Origins

## Auszeichnungen
British Independent Film Awards 2009
Nominierungen in den Kategorien
- Beste Hauptdarstellerin für Fish Tank
- Beste Newcomerin für Fish Tank

Edinburgh International Film Festival
- Best British Performance für Fish Tank

Europäischer Filmpreis 2009
- Nominierung als Beste Darstellerin für Fish Tank